# سالیتیس
سالیتیس نام یونانی فرعونی هیکسوسی در دودمان پانزدهم مصر است که فرمانرواییش در دلتای نیل را در نزدیکی سال ۱۶۴۸ پیش از میلاد مسیح آغاز کرد. تاریخ و طول دقیق فرمانروایی او نامشخص است.
دودمان پانزدهم هنگامی است که شمال مصر توسط اقوام هیکسوسی اشغال شده بود. آن‌ها مردمانی سامی نژاد بودند که از راه شبه‌جزیره سینا به مصر حمله‌ور شده بودند.